# Somerset (Pensilvania)
Somerset es un borough ubicado en el condado de Somerset en el estado estadounidense de Pensilvania. En el año 2000 tenía una población de 6.762 habitantes y una densidad poblacional de 952.1 personas por km².

## Geografía

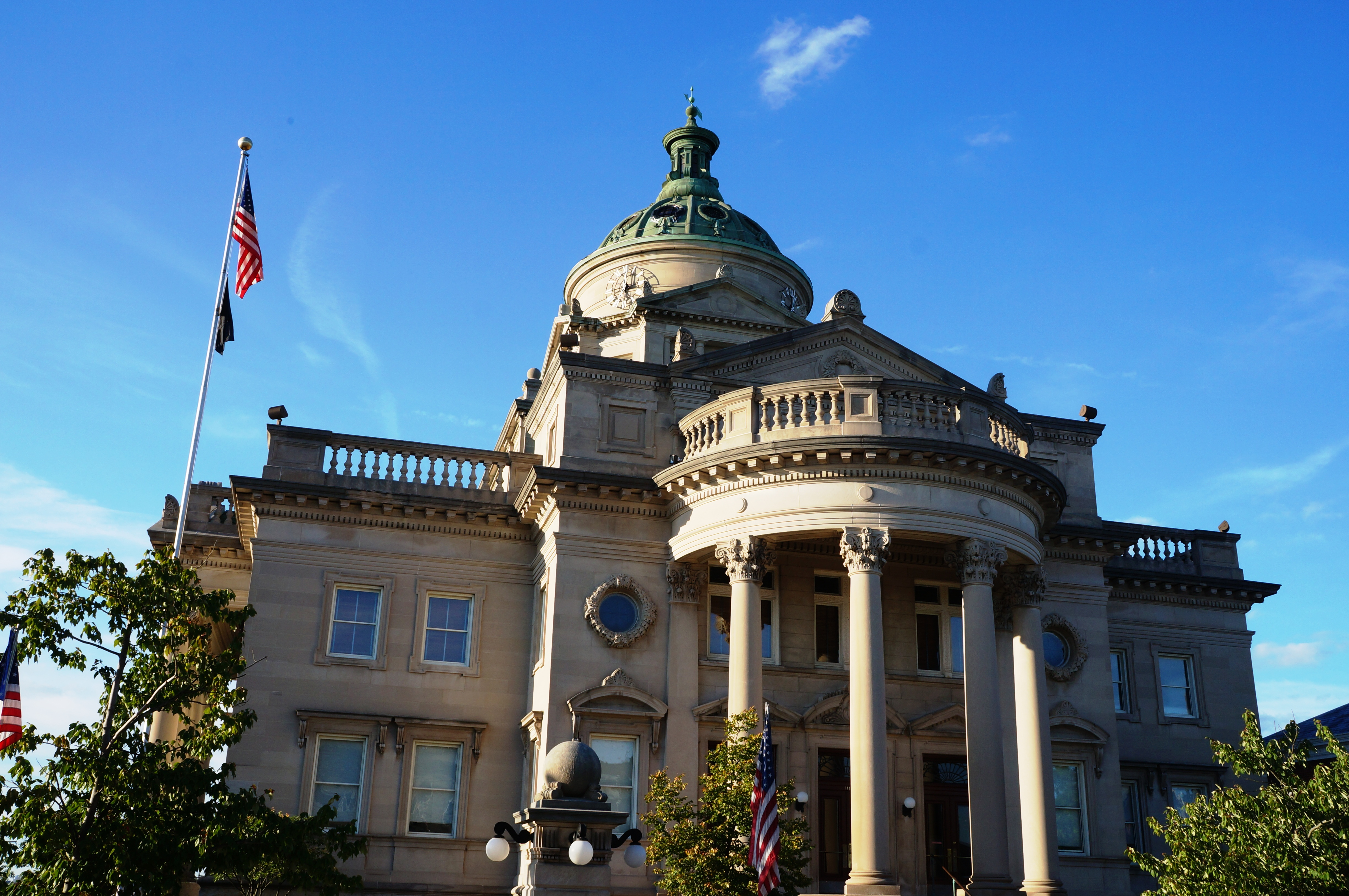
Somerset County Court 2

Somerset se encuentra ubicado en las coordenadas 40°00′25″N 79°04′53″O / 40.00694, -79.08139.

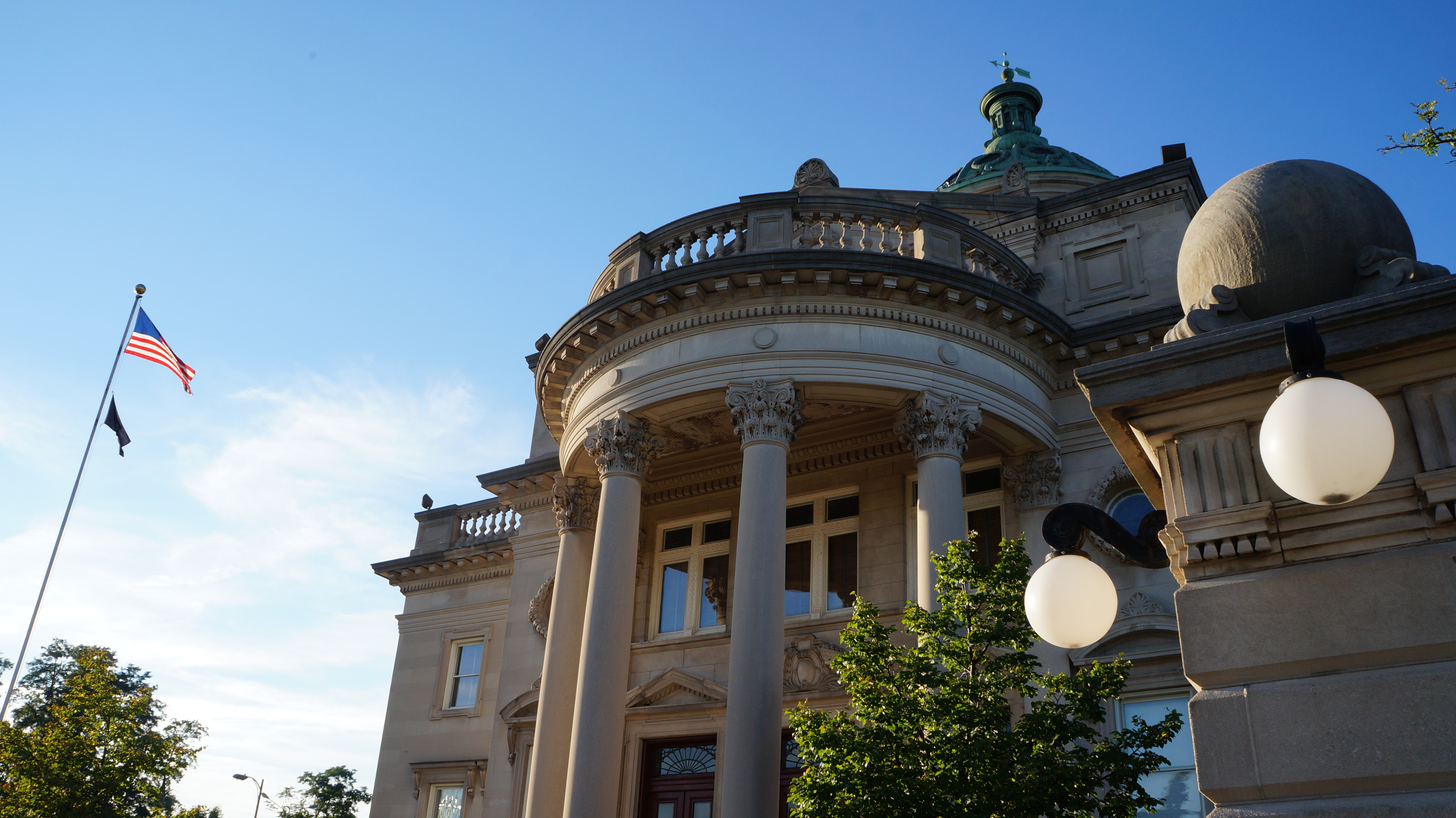
Somerset County Court

## Demografía
Según la Oficina del Censo en 2000 los ingresos medios por hogar en la localidad eran de $29,050 y los ingresos medios por familia eran $41,831. Los hombres tenían unos ingresos medios de $28,339 frente a los $19,492 para las mujeres. La renta per cápita para la localidad era de $18,310. Alrededor del 11.6% de la población estaba por debajo del umbral de pobreza.